# جون رودريغيز
جون رودريغيز هو سياسي كندي، ولد في 12 فبراير 1937 في جورج تاون في غيانا، وتوفي في 5 يوليو 2017 في غريتر سودبوري في كندا بسبب قصور القلب. حزبياً، نشط في الحزب الديمقراطي الجديد. وقد انتخب عضو مجلس العموم الكندي.